# Sallebœuf
Salleboeuf – miejscowość i gmina we Francji, w regionie Nowa Akwitania, w departamencie Żyronda.
Według danych na rok 1990 gminę zamieszkiwały 1714 osoby, a gęstość zaludnienia wynosiła 116 osób/km² (wśród 2290 gmin Akwitanii Salleboeuf plasuje się na 244. miejscu pod względem liczby ludności, natomiast pod względem powierzchni na miejscu 770.).